# سیارک ۹۱۳۵
سیارک ۹۱۳۵ (به انگلیسی: 9135 Lacaille، نامگذاری:7609P-L) نه هزار و صد و سی و پنجمین سیارک کشف شده‌است که در ۱۷ اکتبر ۱۹۶۰ کشف شد.
قدر مطلق سیارک برابر ۱۵٫۱۰ است.